# مؤتمر أقطاب أفريقيا
مؤتمر أقطاب افريقيا هو اجتماع عُقد في مدينة الدار البيضاء (من 4 إلى 7 يناير 1961) استجابة لدعوة العاهل المغربي محمد الخامس للقادة الأفارقة في يناير 1960، حيث شارك فيه المالي موديبو كيتا، والغيني أحمد سيكو توري، والمصري جمال عبد الناصر، والغاني كوامي نكروما، والإمباراطور الإثيوبي هايلي سيلاسي، وفرحات عباس رئيس الحكومة الجزائرية المؤقتة، والليبي عبد القادر العلام ممثلا للملك الليبي آنذاك محمد إدريس السنوسي بحث المجتمعون مشكلات الحدود، ومنها مشكلة إقليم رواندا، بوروندي واستنكر المؤتمر محاولات بلجيكا تقسيم هذا الإقليم الموضوع تحت الوصايا الدولية.
تمخض عن المؤتمر مجموعة الدار البيضاء في السابع من يناير من 1961، وتوقيع ميثاق القطيعة مع القوى الاستعمارية. يعد المؤتمر حسب مؤرخي أفريقيا المعاصرة، النواة الأولى لسلسلة من العمليات التي قادت إلى تأسيس منظمة الوحدة الإفريقية